# 宋時輪
宋 時輪（そう じりん、1907年9月10日-1991年9月17日）は、中国人民解放軍の軍人。

## 生涯
醴陵県立中学校卒業。1927年8月、黄埔軍官学校第5期歩兵科卒業。1926年、中国共産主義青年団に加入。1927年、中国共産党に入党。同年4月、広州で逮捕される。1929年、出獄して紅軍に参加。萍醴辺遊撃隊隊長、中共蓮県委軍事部長、湘東南第2縦隊政治委員、紅軍学校第四分校校長を歴任。反囲剿、長征に参加。
1931年春、中共根拠地に到達し、紅軍総司令部教導総隊長、第35軍参謀長を歴任。1932年から独立第3師参謀長、同師長、第21軍第61師師長、江西軍区代理参謀長を歴任。
1934年10月、長征に参加。紅軍大学教員、隊長歴任。延安到着後に第15軍団司令部作戦科長、第30軍軍長、第28軍軍長を歴任。
日中戦争が勃発すると八路軍第120師第358旅第716団団長、雁北支隊支隊長兼政治委員、第4縦隊司令員を歴任。1940年、延安の中国共産党中央党校で学習。1941年10月、延安で成立した黄埔同学分会の理事に推選される。
国共内戦では津浦前線指揮部参謀長、山東野戦軍参謀長、北平軍事調処執行部中共執行処処長、渤海軍区副司令員兼第7師師長を歴任。1947年、華東野戦軍第10縦隊司令員。1949年2月、第3野戦軍第9兵団司令員。
1950年、朝鮮戦争に参加。中国人民志願軍副司令員を兼任。同年11月、第2次戦役では長津湖でアメリカ軍第1海兵師団を包囲したが、兵力分散や気候などによって失敗に終わる。半年の休養補充後、1951年4月の第5次戦役に参加し、5月には韓国軍第3軍団を殲滅した。同年夏、連合軍の反撃を阻止。
1952年、帰国。人民解放軍高級歩兵学校校長兼政治委員。1955年9月、上将。1957年末、軍事科学院副院長兼外軍研究部長、計画指導部長。1967年、文化大革命で失脚。1972年11月、軍事科学院院長。1977年、中共中央軍委委員。1980年以降、『中国大百科全書』総編集委員会副主任・同「軍事」巻編集委員会主任、『中国軍事百科全書』編審委員会主任を歴任。1984年2月には中央軍委戦史・軍史編審委員会副主任委員。